# Sigamos la flota
Sigamos la flota es una comedia musical de Hollywood protagonizada por Fred Astaire, Ginger Rogers, Randolph Scott, Harriet Nelson (quien aparece con su verdadero apellido, Hilliard), Betty Grable y Lucille Ball, que realiza una pequeña intervención. La película fue dirigida por Mark Sandrich, con un guion escrito por Allan Scott y Dwight Taylor basado en la obra de 1922 Shore Leave, de Hubert Osborne. La música y letras fueron compuestas por Irving Berlin.
Los críticos de baile norteamericanos Arlene Croce y John Mueller reseñaron que esta película contenía algunos de los mejores duetos de Astaire y Rogers, como el de Let's Face the Music and Dance. También añadieron que el punto más débil de la misma era un argumento excesivamente discursivo, así como una falta de humoristas de calidad para dar vida a toda esa trama llena de elementos fantásticos, tal y como también ocurría en Roberta. Según Croce, "una de las razones por la que los números de baile de Sigamos la flota son tan buenos es que Rogers ha mejorado increíblemente como bailarina. Desde que Astaire se ocupa de su preparación ha desarrollado una gran cantidad de estilos y, en consecuencia, los números de esta película están pensados para hacer notar precisamente esto". El compositor Berlin llegó a afirmar que las capacidades de Astaire le inspiraban para realizar sus mejores obras, razón por la cual esta magnífica banda sonora se compuso inmediatamente después del gran éxito popular de Sombrero de copa. Sin embargo, en su faceta de actor, Astaire resulta poco convincente a la hora de deshacerse de su imagen de hombre de mundo y ponerse el uniforme de marinero. Rogers, por el contrario, en su ya quinto dueto con Astaire, hace uso de su estilo cómico y a la vez dramático para interpretar su papel de animadora de un club nocturno.
Sigamos la flota fue un gran éxito de taquilla, por lo que a lo largo de 1936, Astaire grabó versiones de Let Yourself Go, I'm Putting all My Eggs in One Basket y Let's Face the Music and Dance que llegaron a alcanzar un tercer, un segundo y un tercer puesto respectivamente en las listas de éxitos norteamericanas.

## Sinopsis
Baker (Fred Astaire), al que llaman "Bake" en la película, y Sherry (Ginger Rogers) son una antigua pareja de baile ahora separada, ya que Bake se encuentra en la marina y Sherry trabaja como bailarina en una sala de baile de San Francisco.
Bake visita en una ocasión esa sala de baile durante un período de permiso con "Bilge" (Randolph Scott), un compañero de la marina. De esta manera se reencuentra con Sherry, al tiempo que su compañero Bilge se siente atraído inicialmente por Connie (Harriet Hilliard), la hermana de Sherry. Cuando Connie empieza a plantearse la idea del matrimonio, Bilge rápidamente se olvida de ella y dirige su atención hacia una amiga de Sherry, una divorciada llamada Iris (Astrid Allwyn) a la que le gusta vivir la vida y divertirse.
Al poco tiempo los dos marines vuelven al mar, en tanto que Connie busca la manera de conseguir dinero para recuperar el velero de su fallecido padre, quien era capitán. Cuando los chicos vuelven a San Francisco, Bake intenta conseguirle a Sherry un trabajo en un espectáculo de Broadway, pero fracasa debido a una serie de malentendidos y confusiones de identidad. Al final logra cumplir su promesa organizando un espectáculo benéfico con el que consigue además los 7000 dólares que eran necesarios para restaurar el barco. Tras dicho espectáculo, a Bake y Sherry les ofrecen trabajar en Broadway y deciden volver a formar equipo.

## Canciones principales y rutinas de baile
Hermes Pan colaboró con Astaire en la composición de las coreografías, cuya dinámica principal son temas con cambios bruscos de tempo, ritmo y dirección. La competitividad entre los bailarines es otro factor que adquiere bastante importancia. 
- We Saw The Sea: Al ritmo de esta animada melodía se nos presenta de manera inmediata al marinero Astaire y sus compañeros.[10]

- Let Yourself Go: Una Ginger Rogers ataviada con un traje marinero y respaldada por un trío que incluye a Betty Grable canta este tema clásico de Irving Berlin tan brillante y lleno de vida, al que le sigue un breve y cómico interludio de claqué con Astaire. Esta rutina comienza siendo una especie de competición entre Astaire y Rogers, por un lado, y otra pareja (Bob Cromer y Dorothy Fleischman) que abandona rápidamente, y se convierte entonces en un enérgico dueto con mucho énfasis en complicados zapateos, movimiento de las piernas y también en el desplazamiento por todo el escenario.[11]

- Get Thee Behind Me Satan: Interpretada por Harriet Hilliard, este número estaba inicialmente pensado para Ginger en la película Sombrero de copa.

- I'd Rather Lead A Band: Tras cantar esta vigorosa canción, Astaire se marca un virtuoso solo de claqué en el que pone mucho hincapié en los cambios continuos del ritmo de la pieza, una habilidad por la que ya era famoso en el teatro desde hacía tiempo. Estos cambios de tempo y otras estrategias para complicar la coreografía eran bastante frecuentes[12] y volveremos a verlos más adelante en su solo final de Second Chorus. Tras dirigir a la orquesta en esta canción, se separa de esta para comenzar la parte del solo. Después se une al coro de marineros, los cuales son dirigidos y retados alternativamente por él.

- Let Yourself Go (solo de baile): Es el único solo de claqué que Rogers realiza a lo largo de sus diez películas con Astaire y podría calificarse como una carismática[13] rutina comparable[14] a la coreografía independiente de Hermes Pan unida a sus esfuerzos conjuntos con Astaire.

- I'm Putting all My Eggs in One Basket: La habilidad de Berlín para combinar melodías pegadizas con ritmos sincopados, modulaciones complejas y letras enrevesadas se hace notar claramente en líneas como las siguientes: "I've tried to love more than one / Finding it just can't be done / Honey, there's one I lie to / When I try to / Be true / To / Two" (He intentado amar a más de una / y he descubierto que es imposible / Cariño, a una siempre engañé / cuando trataba de ser sincero con las dos). Al igual que en el tema I Won't Dance de Roberta, este tema va precedido por un solo de piano de Astaire, tras lo cual este y Rogers cantan alternativamente antes de lanzarse a un cómico y entrañable dueto en el que ambos son incapaces de llevar el ritmo uno del otro. De manera casual, Lucille Ball irrumpe justo antes de este número dejando en ridículo a un admirador con la siguiente línea: "Tell me boy, did you get a whistle or a baseball bat with that suit" (Dime chico, ¿te dieron un silbato o un bate de béisbol con ese traje?).

- But Where Are You?: Interpretada por Harriet Nelson.

- Let's Face the Music and Dance: Astaire interpreta la conmovedora letra de esta canción para Ginger, tras lo cual ambos comienzan a bailar lentamente para acabar en un clímax hedonista culminado con una vistosa[15] figura de baile final. Este dueto se filmó en un mismo plano continuo con una duración de dos minutos y cincuenta segundos. Al vestido que lucía Ginger se le había añadido peso extra para conseguir un efecto más elegante en los giros. En la primera toma, la manga de dicho vestido golpea a Astaire en la cara,[16] aunque este defecto apenas es perceptible. A pesar de esto, esta toma fue elegida[17] de entre otras veinte para la versión final de la película. El plató, diseñado por Carroll Clark bajo la dirección de Van Nest Polglase, se cita frecuentemente como ejemplo de Art decó aplicado al cine, más conocido como Hollywood Moderne. Partes de esta rutina se incluyeron en la película Pennies from Heaven, que Astaire detestaba,[18] y eran reinterpretadas por Steve Martin y Bernadette Peters con la ayuda de Danny Daniels, quien se encargó de revisar la coreografía.

Nota: Hubo dos canciones, Moonlight Maneuvers y With a Smile on My Face, que se escribieron para la película, pero finalmente no se usaron.

## Antecedentes
Fred Astaire y Ginger Rogers ya habían coincidido en  Volando a Río  y, aunque la protagonista absoluta de la película era Dolores del Río, llamaron la atención de los directivos de la RKO. La pareja era explosiva, y su compenetración, absoluta. La feliz coincidencia entre los dos revolucionaría el panorama del cine musical de los años treinta.
La alegre divorciada ya fue un producto hecho a su medida, y después vendrían títulos como Roberta, Sombrero de copa y Sigamos la flota, que consolidarían una colaboración que haría historia.